# Víziorgona

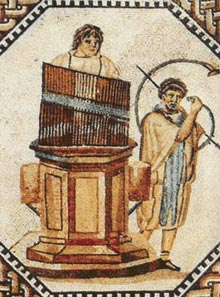
Víziorgona, mellette buccina. Padlómozaik részlete egy római villából (2. – 3. század)

A víziorgona vagy hidraulisz (görög ύδωρ 'víz' és αύλός 'aulosz' szóból; még latin organum hydraulicum) az orgona ókori előfutára. Sípsorait mechanikus fújtatóval létrehozott, a víz hidrosztatikus nyomásával állandósított szélnyomás szólaltatta meg. Az aerofon hangszerek családjába tartozik, minden bizonnyal a legkorábbi hangszer, amelyen billentyűzet segítségével lehetett játszani.
A hellénizmus korában, a hagyomány szerint a Kr. e. 3. század második felében Alexandriában találta fel Ktészibiosz. Az ókori leírások (Hérón: Pneumatica, Vitruvius: De architectura) szerint dugattyús fújtató segítségével egy víz alá rögzített búvárharangszerű tartályból, a szélharangból (latinul pnigeus) kiszorított víz nyomása szolgáltatta a sípok megfúvásához szükséges állandó légnyomást, szelet. Billentyűzete eltért a ma megszokottól, az egyes hangokat a játékos úgy szólaltatta meg, hogy az azoknak megfelelő csúszóreteszeket (regulae) maga felé húzta, ezáltal szabaddá téve a levegő útját az adott sípokhoz. A könnyű mozgathatóság és a levegőveszteség elkerülése érdekében beolajozott csúszóreteszeket szaruból vagy fémből készült rugók tolták vissza alaphelyzetbe. A sípsorok száma a ma ismert adatok alapján egy és nyolc közötti volt, soronként 13-18 darab bronzból vagy nádból készült síppal.
A víziorgonát a Római Birodalomban elsősorban színházi előadások, cirkuszi játékok zenei kíséretéhez használták, kihasználva nagy hangerejét. A császárság korától kezdve házi hangszerként is elterjedt. Később, a 4. század során Bizáncban a vízpumpálás helyett a később egyeduralkodóvá vált fújtatós megoldásra kezdtek áttérni, ennek ellenére a hangszer neve még a korai középkorban is hidraulisz maradt.

## Az aquincumi víziorgona
Magyarországon, Aquincumban 1931-ben egy víziorgona maradványaira bukkantak, amely a hangszer ajándékozását tanúsító tábla felirata alapján kr. u. 228-ból származik, és a város egyik vezető tisztségviselője, Gaius Iulius Viatorinus ajándékozta a helyi posztókészítő kollégiumnak, akik a kor szokása szerint a tűzoltási feladatokat is ellátták. A sors iróniája, hogy a hosszú ideig használt orgona egy nagy tűzvészben semmisült meg, mely a tűzoltóság épületét sem kímélte. Az összeomlott épület romjai alól ásta ki 1700 évvel később Nagy Lajos. A régész 1934-ben könyvet írt a leletekről, melynek alapján a pécsi Angster orgonagyárban elkészült az első működő rekonstrukció 1935-ben. Ennek a másolatnak hangképző részei valószínűleg jól követték az eredetit, de a szükséges légnyomást a középkori orgonák bőrfújtatójával valósították meg, mert a leletekből nem találtak utalást a víznyomásos szerkezetre. 1969-ben egy újabb rekonstrukciót készített a ludwigsburgi Werner Walcker-Mayer orgonakészítő, azonban ez az orgona is hagyományos fújtatóval készült. Minárovics János, a Tűzoltó Múzeum igazgatója az 1990-es évek elején rájött, hogy az egyik alkatrésztöredék, melyet a korábbi munkáknál figyelmen kívül hagytak, a víziorgona lelkét képező légüst egy darabja lehet. Ennek alapján készített el Budavári Attila több előzetes próba után egy újabb rekonstrukciót, melynél a fújtató a régi kézi tűzoltópumpákhoz hasonló kétkarú emelővel működtethető.

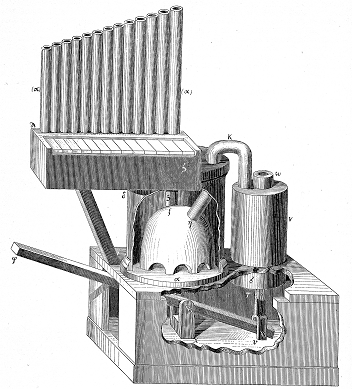
A víziorgona feltételezett szerkezete
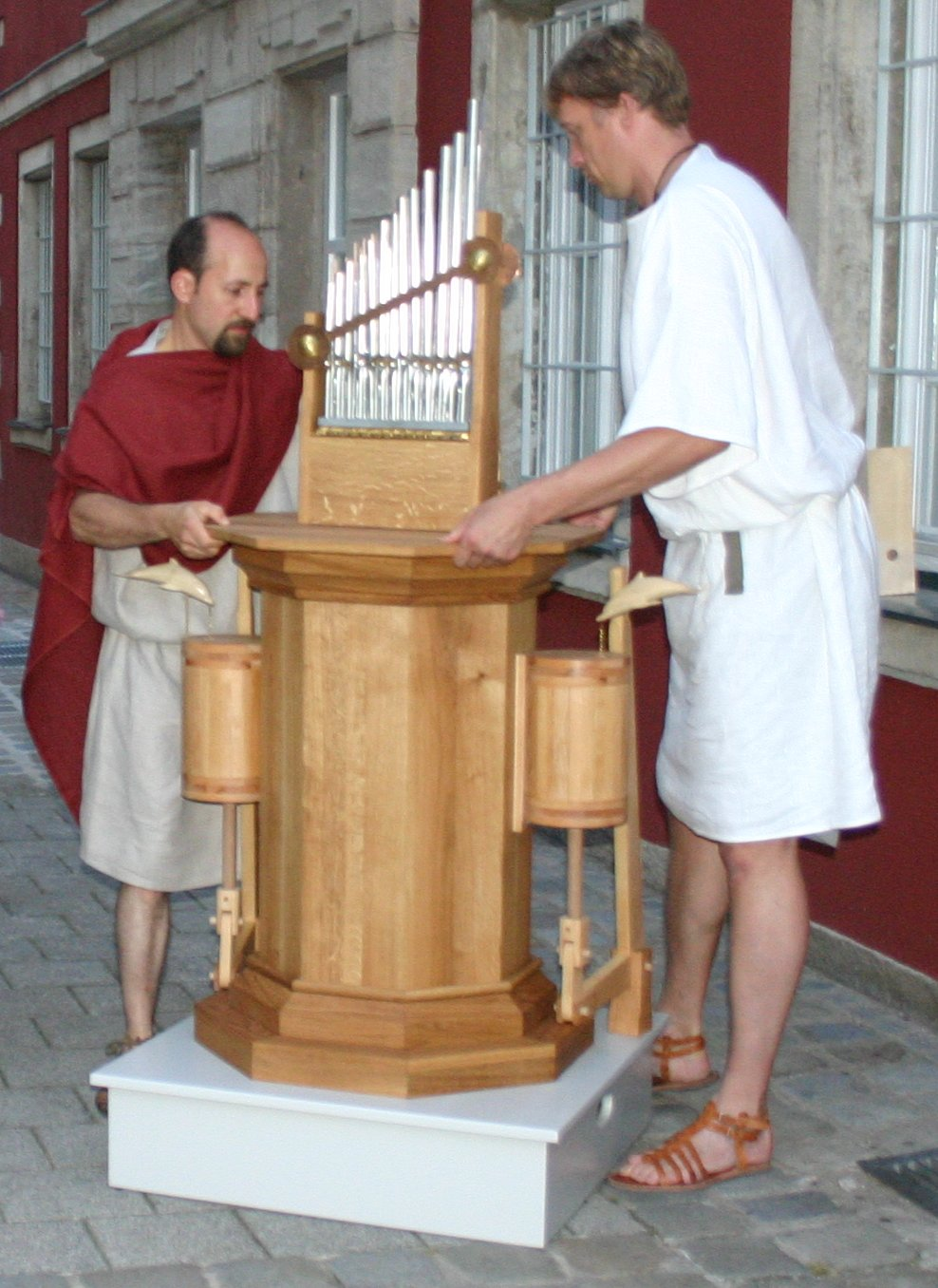
Víziorgona rekonstrukciója
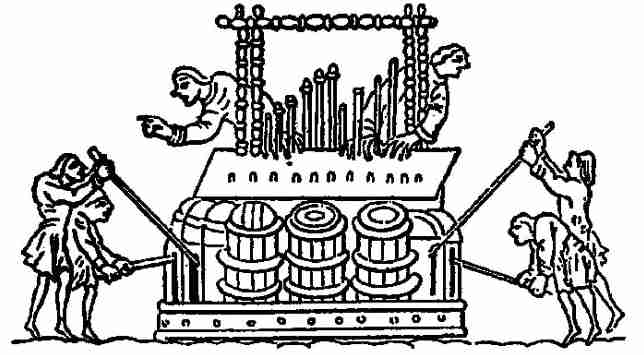
Hidraulisz pumpálása a 9. században
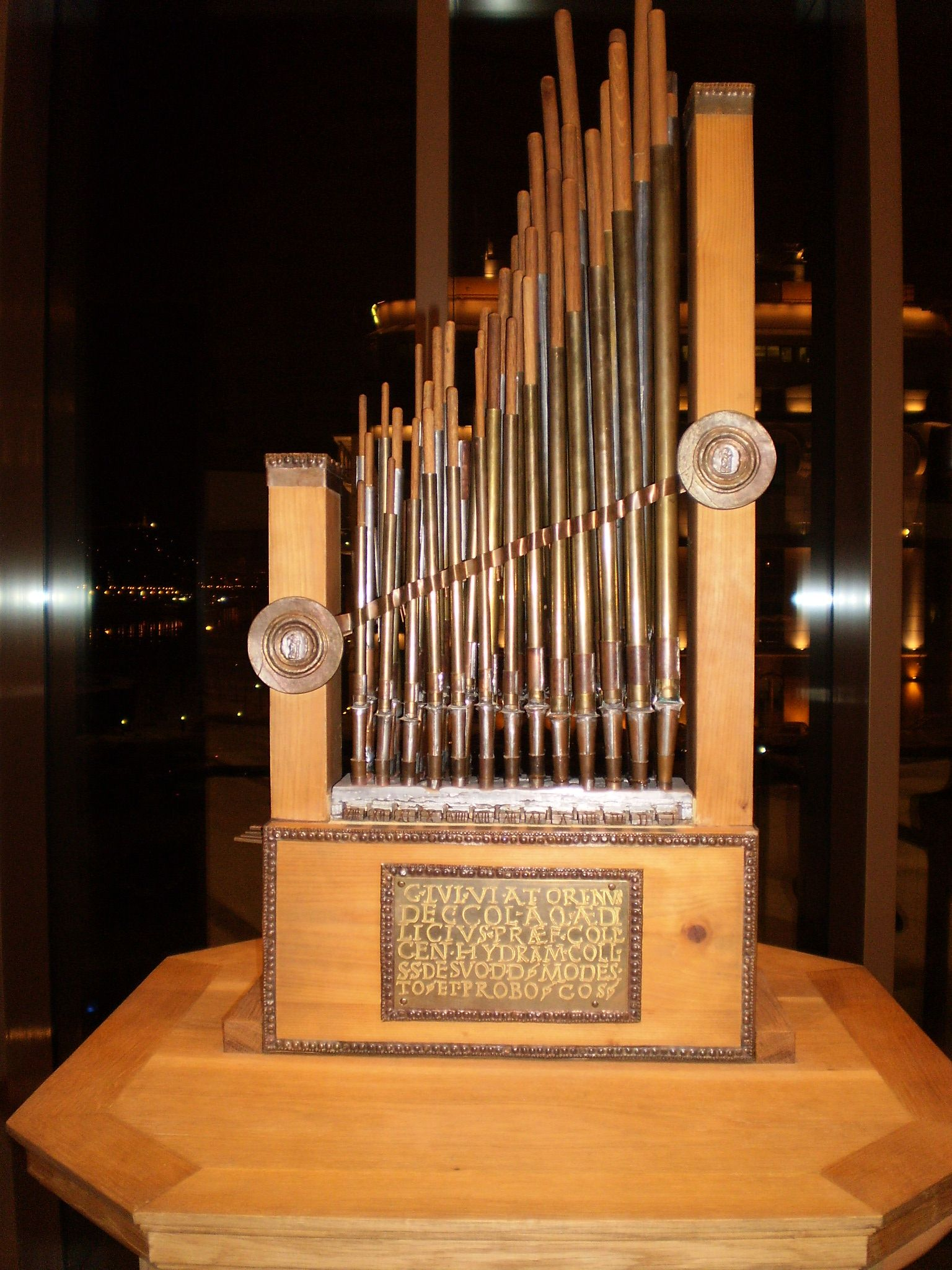
Az aquincumi orgona Minárovics-féle rekonstrukciója

## Külső hivatkozások
- Az aquincumi víziorgona rekonstrukciója
- Az aquincumi víziorgonáról a Magyar Világhíradóban (1937) (videó)
- A víziorgonáról (angolul)